# Tananarive Due

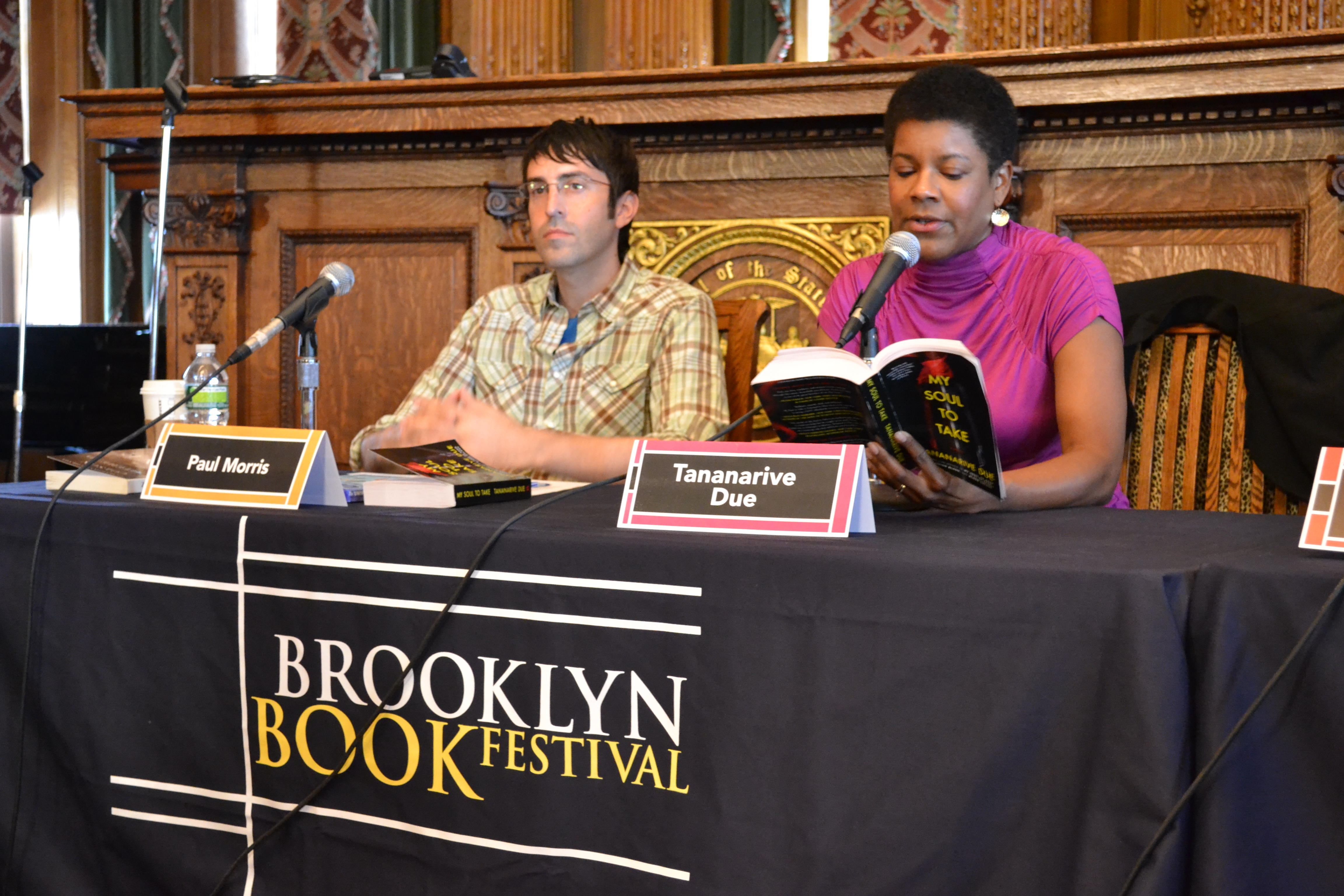
Foto de Tananarive Priscila Due leyendo su libro, My Soul To Take.

Tananarive Priscila Due (Tallahassee, 5 de enero de 1966) es una escritora y educadora estadounidense. Due ganó el premio American Book Award por su novela The Living Blood. También es conocida como historiadora del cine especializada en el horror negro. Además, imparte un curso en la UCLA titulado "The Sunken Place: Racism, Survival and the Black Horror Aesthetic", que se centra en la película Get Out de Jordan Peele.

## Trayectoria
Due nació en Tallahassee (Florida), siendo la mayor de las tres hijas de la activista por los derechos civiles Patricia Stephens Due y del abogado de derechos civiles John D. Due Jr. Su madre eligió su nombre por el francés Antananarivo, capital de Madagascar. Se licenció en Periodismo en la Medill School of Journalism de la Universidad del Noroeste y obtuvo un máster en Literatura Inglesa, con especialización en literatura nigeriana, en la Universidad de Leeds. Está casada con el autor Steven Barnes, a quien conoció en 1997 en un panel universitario titulado The African-American Fantastic Imagination: Explorations in Science Fiction, Fantasy and Horror (La imaginación fantástica afroamericana: Exploraciones en ciencia ficción, fantasía y terror). La pareja vive en Atlanta, Georgia, con su hijo Jason.
Due trabajaba como periodista y columnista para el Miami Herald cuando escribió su primera novela, The Between, en 1995. Ésta, como muchos de sus libros posteriores, se enmarcaba en el género sobrenatural. Due también escribió The Black Rose, una novela histórica sobre la empresaria y empresaria estadounidense Madam C. J. Walker (basada en parte en la investigación realizada por Alex Haley antes de su muerte) y Freedom in the Family, una obra de no ficción sobre la lucha por los derechos civiles. Colaboró en la novela de humor Naked Came the Manatee (Desnudo llegó el manatí), una parodia de misterio y thriller a la que contribuyeron con capítulos varios autores del área de Miami. Due también es autora de la serie de novelas African Immortals y de las novelas de Tennyson Hardwick.
Due es miembro de la facultad de escritura creativa del programa MFA de la Antioch University Los Angeles y catedrática Cosby de Humanidades en el Spelman College de Atlanta. Desarrolló un curso en la Universidad de California en Los Ángeles (UCLA) titulado The Sunken Place: Racism, Survival And The Black Horror Aesthetic (El lugar hundido: Racismo, supervivencia y estética del terror negro), tras el estreno de la película de 2017 Get Out.
Due apareció en el documental de 2019 Horror Noire: A History of Black Horror, producido por Shudder.

## Obra

### Novelas de ficción especulativa
- The Between (1995)
- The Good House (2003)
- Joplin's Ghost (2005)

### SerieAfrican Immortals
- My Soul to Keep (1997)
- The Living Blood (2001)
- Blood Colony (2008)
- My Soul To Take (2011)

### Misterio
- Naked Came the Manatee (1996) (contribuyó)

### Las novelas deTennyson Hardwick
- Casanegra (2007; con Blair Underwood y Steven Barnes)
- In the Night of the Heat (2008; con Blair Underwood y Steven Barnes)
- From Cape Town with Love (2010; con Blair Underwood y Steven Barnes)
- South by Southeast (prevista para setiembre de 2012; con Blair Underwood y Steven Barnes)

### Relatos
- "Like Daughter", Dark Matter: A Century of Speculative Fiction from the African Diaspora (2000)
- "Patient Zero", The Year's Best Science Fiction: Eighteenth Annual Collection (2001)
- "Trial Day", Mojo: Conjure Stories (2003)
- "Aftermoon", Dark Matter: Reading the Bones (2004)
- "Senora Suerte", The Magazine of Fantasy & Science Fiction[11] (Setiembre 2006)

### Otros trabajos
- The Black Rose, ficción histórica sobre Madam C.J. Walker[12]  (2000)
- Freedom in the Family: A Mother-Daughter Memoir of the Fight for Civil Rights (2003) (con Patricia Stephens Due)

## Reconocimientos
- Nominada a un Premio Bram Stoker para el Logro Superior por su primera novela The Between
- Nominada a un Premio Bram Stoker a la mejor novela por My Soul to Keep
- Nominada a un Premio NAACP Image por The Black Rose
- Recibió el Premio NAACP Image en la noche de los calores: por su novela Tennyson Hardwick (con Blair Underwood y Steven Barnes)[13]
- El Premio a la Novela Americana por The Living Blood
- 2008 Premio Kindred Carl Brandon por la novela corta "Ghost Summer", que apareció en la antología Los antepasados (2008)[14]

### Entrevistas
- TANANARIVE DUE: Unique Name for a New Dark Star by Paula Guran on DarkEcho.com (1997)
- Tananarive Due: 'My Soul to Keep' on NPR, All Things Considered, October 31, 1997 (Audio)
- Patricia Stevens Due and Tananarive Due on NPR, Fresh Air from WHYY, January 16, 2003 (Audio)
- A Conversation with Tananarive Due, Part 1 on NPR, News & Notes, January 17, 2006 (Audio)
- A Conversation with Tananarive Due, Part 2 on NPR, News & Notes, January 18, 2006 (Audio)
- Inside "Casanegra" Discussion with Tananarive Due, Blair Underwood, and Steven Barnes on NPR, News & Notes, July 2, 2007 (Audio)
- Black Science Fiction and Fantasy with Tananarive Due, Steven Barnes, and Sheree R. Thomas on NPR, News & Notes, August 13, 2007 (Audio)
- League of Reluctant Adults Interview: Tananarive Due (2008)